# 小行星3902
小行星3902（英語：3902 Yoritomo）是一颗围绕太阳公转的小行星。1986年1月14日，伊野田繁、浦田武在烏山町发现了此天体，以源賴朝（Yoritomo）命名。
这颗小行星的绝对星等为348.36758等。